# ЦеСИД
Центар за слободне изборе и демократију (скраћено ЦеСИД) је невладина и непрофитна организација у Србији. Основана је 1997. године, а бави се праћењем избора у Србији и паралелним пребројавањем гласова. Има око 21.000 волонтера/посматрача, 165 регионалних тимова, 16 локалних и 5 регионалних канцеларија.